# 波罗赤镇
波罗赤镇，是中华人民共和国辽宁省朝阳市朝阳县下辖的一个乡镇级行政单位。

## 行政区划
波罗赤镇下辖以下地区：
波罗赤村、南洼村、卢杖子村、焦营子村、康家屯村、华家店村、肖三家村和白营子村。